# Penedo
Penedo – miasto we wschodniej Brazylii w stanie Alagoas, nad rzeką São Francisco. Położone jest 173 km od stolicy stanu Maceió.
Liczba mieszkańców w 2009 roku wynosiła 61 082, a powierzchnia 690,8 km².
W mieście rozwinął się przemysł spożywczy.